# Xisela Aranda
Pour les articles homonymes, voir Aranda.
Xisela Aranda, née le 4 mars 1986 à Vigo, est une joueuse professionnelle de squash représentant l'Espagne. Elle atteint en octobre 2016 la 137e place mondiale sur le circuit international, son meilleur classement.
Elle est championne d'Espagne à sept reprises consécutivement de 2010 à 2016.

## Biographie
Dès l'âge de quatre ans, elle commence à jouer au tennis et obtient des titres de championne de Galice en catégorie jeune mais arrête à l'âge de 14 ans. Un an et demi après, elle s'initie au squash. En parallèle, elle poursuit ses études jusqu'à l'obtention d'un diplôme en gestion et administration des affaires.

## Palmarès

### Titres
- Championnats d'Espagne : 7 titres (2010-2016)